# 清华大学地球系统科学系
清华大学地球系统科学系，簡稱“地学系”，清華大學理學院底下的一個系，成立於2016年12月30日，前身為2009年恢复的清华大学地球系统科学研究中心，简称地学中心、地球科学中心、CESS，是清华大学校级管理、挂靠清华大学理学院的一个实体教学机构。清华大学全球变化研究院为挂靠地学中心的跨学科非实体研究机构。开展地学学科教学研究，筹备地学学科复建。
清华地学类学科可追溯至1928年，1952年在院系调整中分出，2009年筹备复建，后期规划以地球系统科学研究中心和全球变化研究院为基础，筹备组建地球科学系或地球科学学院。

## 历史
- 1928年，成立清华大学地理学系。
- 1929年，首届学生入学。
- 1933年，更名清华大学地学系，下设地理、地质、气象三组。
- 1947年，地学系气象组独立为清华大学气象学系。
- 1950年，地学系地质组独立为清华大学地质系。
- 1952年，院系调整，地学系、气象学系被调整至北京大学，地质学系调整组建北京地质学院。
- 2009年3月，成立清华大学地球系统科学研究中心，推动地学学科筹建，关注全球变化问题。
- 2010年1月，成立清华大学全球变化研究院，为跨学科非实体研究机构，联合计算机系、环境系、核能研究院，挂靠地球系统科学研究中心。
- 2010年9月，地学学科复建后，第一批研究生入学。
- 2016年12月30日，改制為清华大学地球系统科学系。

## 学科体系
- 地球系统科学
- 地球系统模式
- 地球观测技术
- 全球变化经济学

## 组织结构
- 地球系统科学研究中心
- 全球变化研究院
  - 科学指导委员会
- 下属研究所
  - 地球系统观测研究所
  - 大气科学研究所
  - 地球系统模式研究所
  - 全球变化经济研究所
  - 地球生态学研究所
- 下属实验室
  - 地球系统数值模拟教育部重点实验室